# John D. Chick Trophy
Die John D. Chick Trophy ist eine Eishockeytrophäe der American Hockey League, die nach dem langjährigen Vizepräsidenten und Schatzmeister John D. Chick benannt ist. Die Trophäe wird seit der Saison 2015/16 an den Gewinner der Pacific Division vergeben. Die Auszeichnung existiert bereits seit 1961.
Vor 2013 wurde die Trophäe an diverse Sieger anderer Divisions vergeben.

## Gewinner
| Jahr                         | Team                       |
| Pacific-Division-Sieger      | Pacific-Division-Sieger    |
| ---------------------------- | -------------------------- |
| 2024/25                      | Colorado Eagles            |
| 2023/24                      | Coachella Valley Firebirds |
| 2022/23                      | Calgary Wranglers          |
| 2021/22                      | Stockton Heat              |
| 2020/21                      | Bakersfield Condors        |
| 2019/20                      | Tucson Roadrunners         |
| 2018/19                      | Bakersfield Condors        |
| 2017/18                      | Tucson Roadrunners         |
| 2016/17                      | San Jose Barracuda         |
| 2015/16                      | Ontario Reign              |
| West-Division-Sieger         |                            |
| 2014/15                      | San Antonio Rampage        |
| 2013/14                      | Texas Stars                |
| South-Division-Sieger        |                            |
| 2012/13                      | Texas Stars                |
| West-Division-Sieger         |                            |
| 2011/12                      | Oklahoma City Barons       |
| 2010/11                      | Milwaukee Admirals         |
| 2009/10                      | Chicago Wolves             |
| 2008/09                      | Milwaukee Admirals         |
| 2007/08                      | Chicago Wolves             |
| 2006/07                      | Omaha Ak-Sar-Ben Knights   |
| 2005/06                      | Milwaukee Admirals         |
| 2004/05                      | Chicago Wolves             |
| 2003/04                      | Milwaukee Admirals         |
| Central-Division-Sieger      |                            |
| 2002/03                      | Grand Rapids Griffins      |
| 2001/02                      | Syracuse Crunch            |
| South-Division-Sieger        |                            |
| 2000/01                      | Kentucky Thoroughblades    |
| Empire-State-Division-Sieger |                            |
| 1999/00                      | Rochester Americans        |
| 1998/99                      | Rochester Americans        |
| 1997/98                      | Albany River Rats          |
| 1996/97                      | Rochester Americans        |
| Central-Division-Sieger      |                            |
| 1995/96                      | Albany River Rats          |
| South-Division-Sieger        |                            |
| 1994/95                      | Binghamton Rangers         |
| 1993/94                      | Hershey Bears              |
| 1992/93                      | Binghamton Rangers         |
| 1991/92                      | Binghamton Rangers         |
| 1990/91                      | Rochester Americans        |
| 1989/90                      | Rochester Americans        |
| 1988/89                      | Adirondack Red Wings       |
| 1987/88                      | Hershey Bears              |
| 1986/87                      | Rochester Americans        |
| 1985/86                      | Hershey Bears              |
| 1984/85                      | Binghamton Whalers         |
| 1983/84                      | Baltimore Skipjacks        |
| 1982/83                      | Rochester Americans        |
| 1981/82                      | Binghamton Whalers         |
| 1980/81                      | Hershey Bears              |
| 1979/80                      | New Haven Nighthawks       |
| 1978/79                      | New Haven Nighthawks       |
| 1977/78                      | Rochester Americans        |
| 1976/77                      | nicht vergeben             |
| 1975/76                      | Hershey Bears              |
| 1974/75                      | Virginia Wings             |
| 1973/74                      | Baltimore Clippers         |
| West-Division-Sieger         |                            |
| 1972/73                      | Cincinnati Swords          |
| 1971/72                      | Baltimore Clippers         |
| 1970/71                      | Baltimore Clippers         |
| 1969/70                      | Buffalo Bisons             |
| 1968/69                      | Buffalo Bisons             |
| 1967/68                      | Rochester Americans        |
| 1966/67                      | Pittsburgh Hornets         |
| 1965/66                      | Rochester Americans        |
| 1964/65                      | Rochester Americans        |
| 1963/64                      | Pittsburgh Hornets         |
| 1962/63                      | Buffalo Bisons             |
| 1961/62                      | Cleveland Barons           |